# Sant Joan de Llorac
Sant Joan de Llorac és una església del municipi de Llorac inclosa en l'Inventari del Patrimoni Arquitectònic de Catalunya.

## Descripció
L'actual església de Llorac fou bastida aprofitant elements i estructures de l'antiga església romànica. És de nau única i absis semicircular amb coberta amb volta de canó. La façana, molt senzilla, presenta una portada simple amb un petit rosetó que ha perdut el vitrall, i frontó de coronament. El campanar de planta quadrada està coberta a quatre vessants. La façana estava arrebossada i conserva un plafó amb una inscripció o una imatge segurament mutilada durant la Guerra Civil.

## Història
La parròquia de Sant Joan de Llorac apareix documentada el segle XII. El 1164, el Papa Anastasi IV insta que retorni a l'arquebisbat de Tarragona. No obstant això, el bisbe de Vic Galceran Çacosta hi fa visites pastorals el 1331 i 1339.